# Manessé
Manessé, également orthographié Manassé, est une commune rurale située dans le département de Boudry de la province du Ganzourgou dans la région du Plateau-Central au Burkina Faso.

## Géographie
Le village de Manessé est situé à environ 7 km au sud du chef-lieu Boudry et à 2 km au sud de Tanwaka.

## Santé et éducation
Le centre de soins le plus proche de Manessé est le centre de santé et de promotion sociale (CSPS) de Tanwaka tandis que le centre médical avec antenne chirurgicale (CMA) le plus proche se trouve à Zorgho.

## Culture
Parmi les éléments patrimoniaux du village se trouve la chapelle de Manessé, de rite catholique.